# Paweł Haensel
Paweł Haensel (ur. 8 kwietnia 1945 w Warszawie) – polski astronom, profesor doktor habilitowany. Członek rzeczywisty Polskiej Akademii Nauk.

## Życiorys
Ukończył studia fizyczne na Uniwersytecie Warszawskim w 1968 roku. Tytuł profesorski otrzymał w 1987 roku. Obecnie pracuje jako profesor zwyczajny w Centrum Astronomicznym im. Mikołaja Kopernika Polskiej Akademii Nauk w Warszawie. Interesuje się głównie gwiazdami neutronowymi i własnościami gęstej materii.
W 2017 został odznaczony francuskim krzyżem oficerskim Orderu Palm Akademickich.